# الجدول الزمني لمكة المكرمة

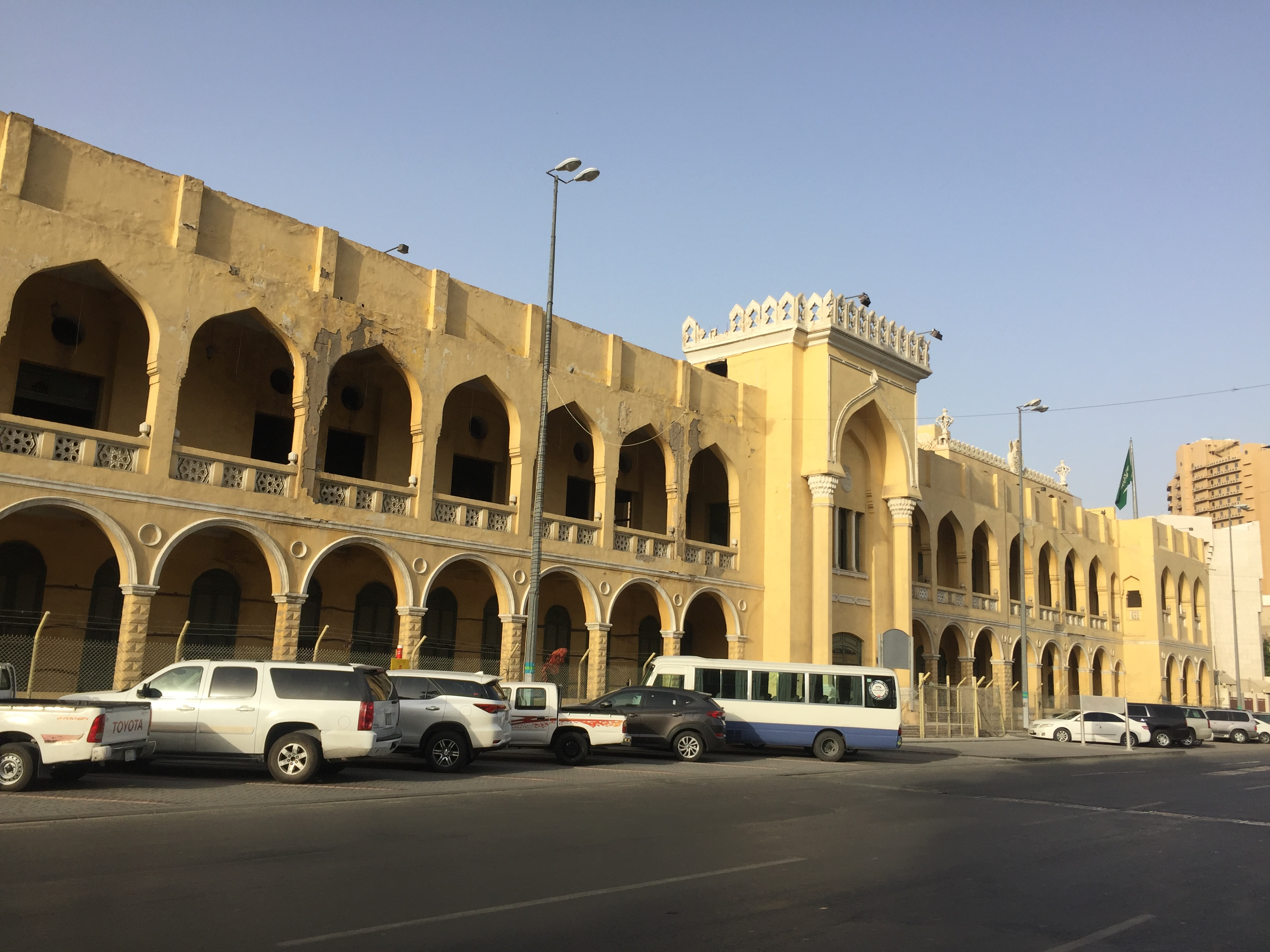
قصر السقاف

فيما يلي الجدول الزمني لتاريخ مدينة مكة المكرمة في المملكة العربية السعودية.

## قبل القرن العشرين
- 100 قبل الميلاد - «قبائل جرهم تحكم مكة.» [1]
- 570 م - عام الفيل.
- 613 م - «بدأ النبى محمد (ص) الدعوة للإسلام في مكة».[2]
- 622 م / 0-1 هـ - هاجر النبي محمد من مكة إلى المدينة، مع أتباعه من المهاجرون.[3]
  - حج المسلمين إلى مكة حسب صلح الحديبية.[2]
  - 11 ديسمبر: فتح مكة.
- 683 / 63-64 هـ - حصار مكة المكرمة (683). [4]
- 692 - حصار مكة المكرمة (692). [5]
- 751 - إنشاء معالم بارزة مثبتة على طول طريق درب زبيدة بين بغداد ومكة.
- 793 - هارون الرشيد يزور المدينة. [4]
- 930 - تمت مهاجمة المدينة بواسطة القرامطة؛ وأخرج الحجر الأسود من مكة. [4]
- 951 - عاد الحجر الأسود إلى مكة. [4]
- 1184 - المسافر ابن جبير يزور المدينة. [6]
- 1265 - المماليك يسيطرون على مكة. [4]
- 1326 - المسافر ابن بطوطة يزور مكة. [6]
- 1517 - العثمانيون في السلطة؛ [7] سليم الأول يصبح خادم الحرمين الشريفين.
- 1630 - غرق المدينة بسبب السيول. [7]
- 1631 - إعادة بناء الكعبة.[8]
- 1802/1803 - مكة المكرمة «استولى عليها الجيش السعودي ».[9]
- 1812/1813 - المخلوع من قبل جيش محمد على باشا. [7]
- 1840 - العثمانيون في السلطة مرة أخرى. [7]
- 1880 - 21 مارس: اغتيال شريف مكة. [5]
- 1885 - عدد السكان: 45.000 (تقدير).[10]
- 1886 - استخدام المطبعة في مكة لأول مرة (تاريخ تقريبي). [11]

## القرن ال 20
- 1908 / 1325-1326 ه
  - سبتمبر: بدء تشغيل سكة حديد الحجاز (دمشق - مكة). [5]
  - حسين بن علي يصبح شريف مكة. [1]
  - جريدة الحجاز الحكومية تبدأ النشر. [11]
- 1912 - تأسيس مدرسة الفلاح. [11]
- 1916/1334 - 1335 هـ
  - يونيو- يوليو: معركة مكة (1916) . [4]
  - جريدة الهاشمية الحكومية تبدأ النشر. [11]
- 1921 - عدد السكان: 80,000 (تقدير تقريبي).[12]
- 1924 / 1342-1343 ه
  - معركة مكة (1924) . [11]
  - 12 ديسمبر: صحيفة أم القرى الحكومية تبدأ في النشر. [11]
  - السكان: 60,000 (تقدير تقريبي).[13]
  - علي بن الحسين الحجاز يصبح شريف مكة.
- 1925 - أصبحت المدينة جزءًا من المملكة العربية السعودية. [4]
- 1926 - تأسيس مقبرة العدل والمعهد العلمي السعودي (مدرسة) [11] .
- 1929 - تأسيس أمانة العاصمة. [11]
- 1931/1349 - 1350 هـ - تأسست مكتبة عامة (تاريخ تقريبي). [11]
- 1932 - تأسيس دار الحديث. [11]
- ثلاثينيات القرن العشرين - تم إنشاء مدارس العزيزية والفيصلية والخيرية والسعودية (تاريخ تقريبي). [11]
- 1938 - بدأت مكتبة الحرم في العمل. [11]
- 1945 - تشكيل نادي الوحدة (النادي الرياضي).
- 1949 / 1368-1369 هـ - تأسيس الكلية الشرعية. [11]
- 1951 - أنشئت كلية التربية. [11]
- 1958 - بدأت صحيفة الندوة في النشر.[14]
- 1960 - تأسيس أكاديمية الشرطة. [11]
- 1962
  - ألغيت العبودية بشكل نهائى في المدينة. [11]
  - السكان: 158,908.[15]
- 1964 / 1383-1384 ه
  - مالكولم إكس يزور المدينة. [1]
  - توسيع المسجد الحرام. [1]
- 1966 - تأسيس معهد النور. [11]
- 1972 - الحج المتلفز.[16]
- 1973 - إطلاق «الخطة الرئيسية لمدينة مكة المكرمة». [1]
- 1974 - عدد السكان: 366.101.[17]
- 1975 - حريق في منى. [1]
- 1979 - 20 نوفمبر - 4 ديسمبر: الاستيلاء على المسجد الحرام.[18]
- 1981 - تأسيس جامعة أم القرى. [11]
- 1986 - افتتاح ملعب الملك عبد العزيز.
- 1987 - 31 يوليو: 1987 حادثة مكة.
- 1992 - السكان: 965.697.[14]
- 1997 - 16 أبريل: حادثة حريق منى 1997 .

## القرن ال 21
- 2005 - أبريل: 2005 انعقاد ألعاب التضامن الإسلامي التي في المدينة.
- 2006 / 1426-1427 ه
  - 5 يناير: 2006 حادثة انهيار فندق لؤلؤة الخير في مكة.
  - 12 يناير 2006 حادثة تدافع الحج.[18]
  - ديسمبر: بداية عمل مول أبراج البيت.[19]
- 2007 - إعادة بناء جسر الجمرات للمشاة.
- 2010
  - قطار المشاعر المقدسة يبدأ العمل.
  - بدا فندق برج ساعة مكة الملكي في العمل.
- 2012
  - أغسطس: الدورة الاستثنائية الرابعة لمؤتمر القمة الإسلامي المنعقد في مكة.
  - بناء أبراج البيت.
- 2013 - مشعل بن عبد الله آل سعود يتولى منصب حاكم مكة.
- 2014 / 1435-1436 هـ - إنشاء فندق قصر رافلز مكة وسويسوتيل مكة.
- 2015
  - سبتمبر: حادثة سقوط رافعة مكة.

## روابط خارجية
- خريطة مكة ، 1946
- "H.V. Weakley Photo Gallery: Pilgrimage, Mecca c1912". مؤرشف من الأصل في 2023-01-08.
- "(Mecca)". قطر Digital Library. مكتبة قطر الوطنية. مؤرشف من الأصل في 2023-06-11.
- أوروبيانا. العناصر المتعلقة بمكة ، تواريخ مختلفة
- المكتبة العامة الرقمية الأمريكية. العناصر المتعلقة بمكة ، تواريخ مختلفة
- John Walker. "Calendar Converter". Fourmilab. مؤرشف من الأصل في 2023-06-11.